# 南昌大学性侵案
南昌大学性侵案是指一起于2017年曝光，指控江西省南昌大学国学院副院长周斌对女学生进行性侵的案件。

## 经过
2017年12月19日，南昌大学2017届本科毕业生小柔（化名）发出名为《南昌大学国学院副院长性侵女学生事件》的博文，称自己被南昌大学国学院副院长周斌性侵7个月。
2017年12月20日晚，南昌大学在其官方微博发布通报，称已将国学院院长程水金及周斌的职务免除，并将周斌所有教学活动停止。
2017年12月21日，周斌则回应媒体称，他既没有性侵小柔，也从来没有引诱过她，“可以保证没做错任何事”
2018年7月10日，在取消周斌教师资格、由学校垫付心理治疗费（学校以后再向周斌追偿）、公正对待涉事学妹的期末成绩三点诉求被学校驳回后，小柔将周斌作为第一被告，南昌大学作为第二被告，向南昌市东湖区人民法院红角洲法庭提起民事诉讼。